# セグンド (潜水艦)
セグンド (USS Segundo, SS-398) は、アメリカ海軍の潜水艦。バラオ級潜水艦の一隻。艦名はカリブ海に生息するアジ科の地方名に因んで命名された。

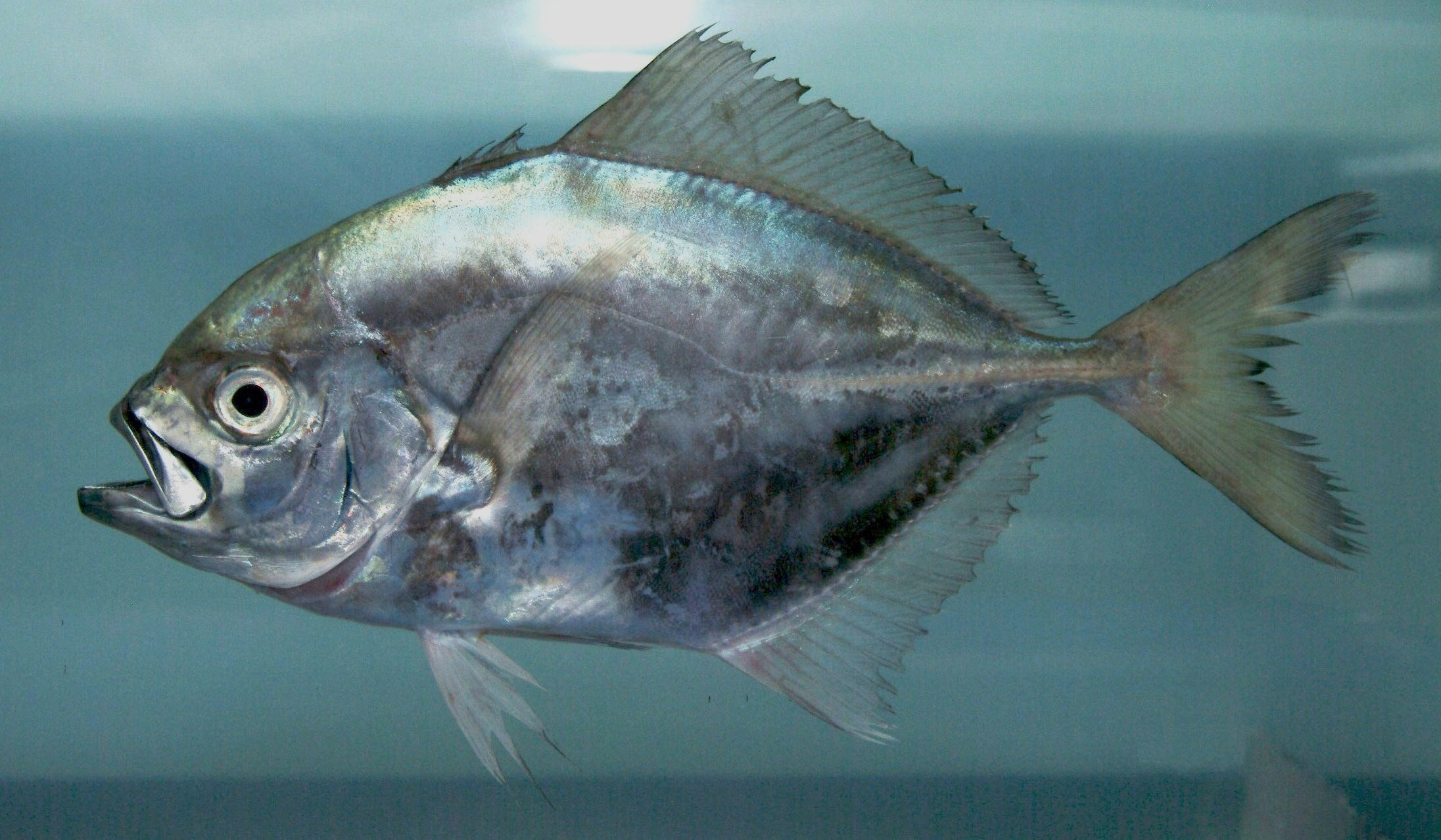
コットンマウス・ジャック（キューバ通称Segundo）

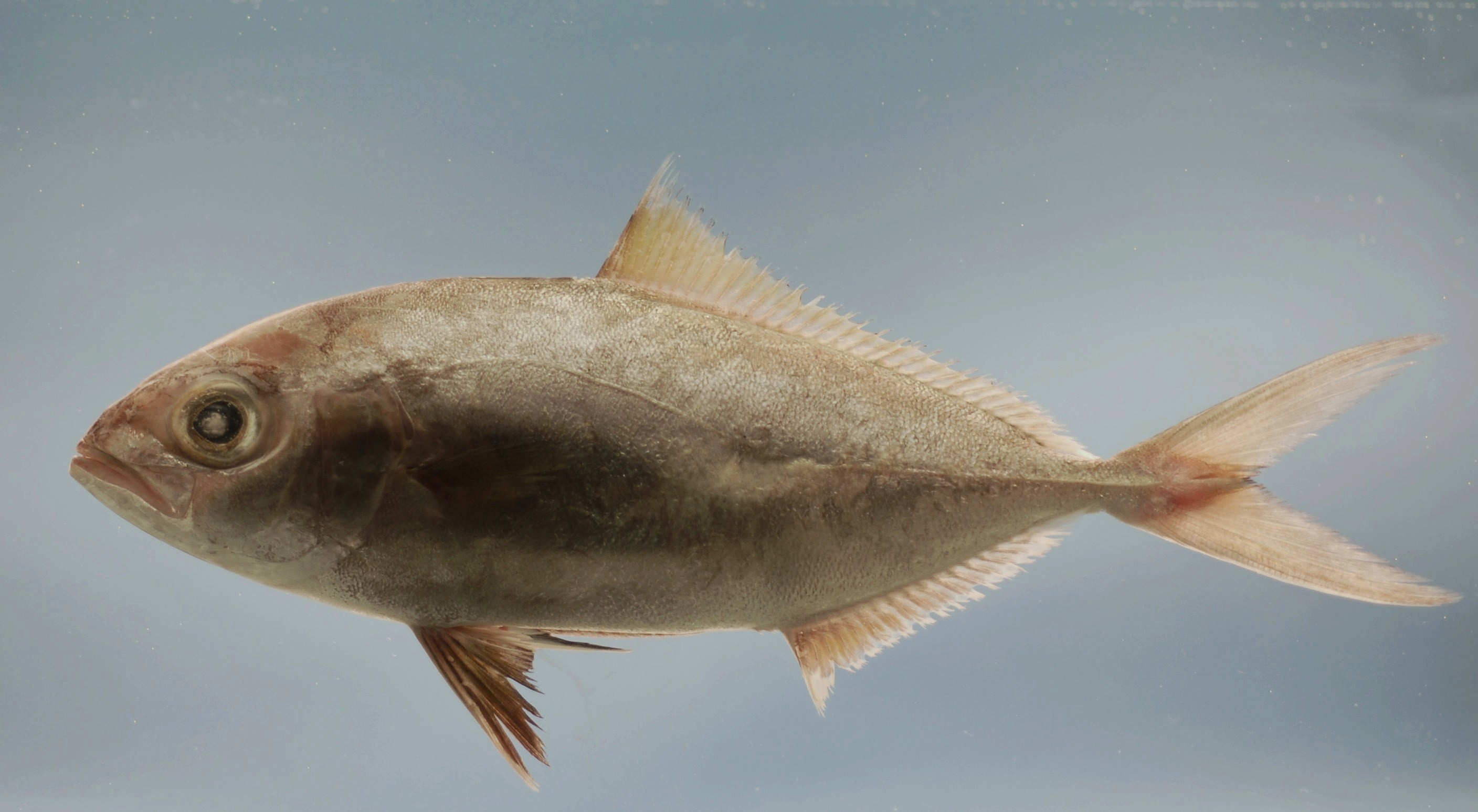
レッサー・アンバージャック（プエルトリコ通称Segundo）

## 艦歴
セグンドは1943年10月14日にメイン州キタリーのポーツマス海軍造船所で起工した。1944年2月5日にジョン・ローレンス・サリヴァン夫人によって命名、進水し、1944年5月9日に艦長ジェームズ・D・ファルプ・ジュニア少佐（アナポリス1934年組）の指揮下就役する。
就役後艤装および公試が完了すると、セグンドは6月15日にニューロンドンへ移動し訓練を始める。6月26日にニューロンドンを出航、パナマ運河地帯を経由して太平洋の戦闘地帯へ向かう。7月9日にバルボアを出航し、真珠湾には7月25日に到着した。その後数週間を訓練演習および火器の試射に費やす。8月19日および20日に弾薬を搭載し、翌日に控えた最初の哨戒への出撃に備えた。

### 第1、第2の哨戒 1944年8月 - 1945年1月
8月21日、セグンドは最初の哨戒でシーホース (USS Seahorse, SS-304) 、ホエール (USS Whale, SS-239) とウルフパックを構成しフィリピン、スリガオ海峡方面に向かった。この頃、ウィリアム・ハルゼー大将率いる第3艦隊がペリリュー島攻略支援でこの海域に進出した。日本海軍の艦隊が出動することを念頭に置き、ハルゼーはフィリピンとペリリューの間にセグンド、シーホース、ホエールを含む10隻の潜水艦を、日本海軍が採用したような二重の散開線を構成して配備させた。この散開線は俗に「ハルゼーの動物園」（あるいは単に Zoo ）と呼ばれたが効果は全くなく、以後の作戦で二度と採用されることはなかった。「動物園」に参加したセグンド以下の潜水艦は、任務終了後ルソン海峡方面に移った。しかし、セグンドはついに一度たりとも目標を発見することは出来ず、一発の魚雷も発射することはなかった。10月21日、セグンドは60日間の行動を終えてマジュロに帰投した。
11月16日、セグンドは2回目の哨戒でトレパン (USS Trepang, SS-412) 、レザーバック (USS Razorback, SS-394) とウルフパックを構成しルソン海峡方面に向かった。12月6日夜、ウルフパックはバタン諸島海域で、フィリピンの戦いに使用する増援兵力を搭載したタマ34船団を発見。21時50分、セグンドは北緯18度52分 東経121度57分 / 北緯18.867度 東経121.950度の地点でレザーバックとともに目標に向けて魚雷を発射。魚雷は輸送船乾城丸（乾汽船、6,933トン）に命中し轟沈させた。どちらの魚雷が命中したかは定かではない。セグンドは翌7日にも船団を攻撃し、安国丸（日本製鐵、5,794トン）にも魚雷を命中させ、安国丸は付近の海岸に漂着したのち放棄され、アメリカ軍航空機の空襲により破壊された。1945年1月5日、セグンドは49日間の行動を終えてグアムアプラ港に帰投。潜水母艦アポロ (USS Apollo, AS-25) による整備を受けた。

### 第3の哨戒 1945年2月 - 3月
2月1日、セグンドは3回目の哨戒でレザーバック、シーキャット (USS Seacat, SS-399) とウルフパックを構成し東シナ海および黄海方面に向かった。セグンドはこの哨戒で、朝鮮半島沿岸の浅瀬で護衛艦を伴わない船に対して3度の攻撃を行った。最初の攻撃は3月6日に小型船に対して行われたが、全弾が外れた。2度目はその4日後の3月10日に、中型船に対して行われた。4本の魚雷が1,000ヤードの距離から発射されたが、これも全弾が外れた。3月11日、セグンドは北緯34度25分 東経127度54分 / 北緯34.417度 東経127.900度の地点で貨物船勝利丸（拿捕船/元中国船シェン・リー、日産汽船委託、3,087トン）に対して浮上攻撃を敢行。2本の魚雷が発射され、初弾は船尾に命中、2発目は船体中央部に命中して勝利丸は2分ほどで沈没した。3月26日、セグンドは54日間の行動を終えて真珠湾に帰投した。

### 第4、第5の哨戒 1945年5月 - 8月
4月26日、セグンドは4回目の哨戒で東シナ海に向かった。この哨戒でセグンドは救助配備任務を命じられ、その後5月16日に東シナ海の任務海域を離脱した。5月29日、7隻の2本マストを持つ100トンほどのスクーナーに対して砲撃を行い、これらを撃沈した。その2日後の5月31日、1,250トンの4本マストを持つ船を発見し、2本の魚雷を発射。撃沈と判断された。6月3日には別の船を砲撃で撃沈。6月9日にも2隻の哨戒艇をこれも艦砲による砲撃で沈めた。6月11日、セグンドは北緯37度11分 東経123度23分 / 北緯37.183度 東経123.383度の地点で第二福井丸（帝国汽船、1,591トン）を撃沈した。6月21日、セグンドは54日間の行動を終えてミッドウェー島に帰投。艦長がステファン・L・ジョンソン（アナポリス1939年組）に代わった。
8月10日、セグンドは5回目の哨戒でオホーツク海方面に向かった。5日後の8月15日に戦争が終わり、セグンドは8月24日に東京湾へ向かう様命じられた。8月29日に日付が変わって間もなく、セグンドは三陸沖を南下中にレーダーで目標を探知した。4時過ぎには相手の艦影が見えるほどにまで接近。探照灯による発光信号『停船セヨ』を送った。相手は、ウルシー環礁奇襲を終戦で果たせず大湊に向かっていた伊401であり、終戦協定に定められた黒い気球と三角旗を掲揚していた。セグンドは伊401まで300メートルに接近し、あらぬ企てをすれば撃沈すると通告した上で数度の往来を行った。伊401は拿捕を受理し、セグンドと共に東京湾へ向かうことに合意した。2隻は8月31日に相模湾に入り、5時をもって星条旗が伊401に掲揚された。この時、伊401に座乗していた第一潜水戦隊司令有泉龍之助大佐（兵51期）が自室で自決し、セグンドに気付かれないよう水葬した。ただし有泉の自決日は8月29日とする資料もある。相模湾に入ってから、伊401の誘導役を駆逐艦に譲ったセグンドは、9月2日の日本の降伏文書調印式典に他の潜水艦11隻と共に参列した。式典翌日の9月3日に東京湾を出港。9月12日、セグンドは30日間の行動を終えて真珠湾に帰投した。セグンドは伊401の拿捕により、「捕獲」という戦果を持つ潜水艦となった。

### 戦後
セグンドは西海岸へ向かい、サンディエゴで第3潜水戦隊への配属を命じられたセグンドは同地を拠点として活動を始めた。1946年にはオーストラリアおよび中国への3ヶ月の巡航を行い、1948年には中国への4ヶ月の巡航を行った。朝鮮戦争が勃発するとセグンドは極東に派遣され、韓国海域で1950年7月から9月まで国連軍を支援、その後11月後半にサンディエゴに帰還した。
1951年、セグンドは近代化が行われ、サンフランシスコ海軍造船所でフリート・シュノーケル潜水艦に改修された。母港に帰還したセグンドは任務を再開し、1952年8月15日に再び韓国沖の第7艦隊に合流した。この配備は1953年2月16日に完了した。続く16年に渡ってセグンドは母港を拠点として西海岸沿いに活動した。1953年から1969年までセグンドは1956年、1957年、1961年および1963年を除く毎年西太平洋に展開した。
1970年7月、調査委員会はセグンドがもはや任務に適さないと判断した。セグンドは1970年8月1日に退役し、8月8日に除籍された。その後サーモン (USS Salmon, SSR-573) によって標的艦として海没処分された。
セグンドは第二次世界大戦の戦功で4個の、朝鮮戦争の戦功で1個の従軍星章を受章した。